# Haruo Remeliik
Haruo Remeliik (né le 1er juin 1933 à Peleliu et mort le 30 juin 1985 à Koror) est président de la république des Palaos du 2 mars 1981 au 30 juin 1985, date de son assassinat.

## Biographie
Haruo Remeliik est enterré à Kloulklubed dans son pays d'origine, Peleliu. Remeliik est d’origine mixte japonaise et palaosienne.
Les assassins de Remeliik restent inconnus. Remeliik est abattu dans l'allée de son domicile par un homme armé non identifié. Six mois après le meurtre, deux proches de Roman Tmetuchl et un autre homme sont arrêtés en lien avec le meurtre. Cependant, ils sont ensuite relâchés. En mars 2000, John O. Ngiraked, ancien candidat à la présidence et condamné pour crime, revendique la responsabilité du complot visant à tuer Remeliik.